# Marathon van Praag 2016
De marathon van Praag 2016 werd gelopen op zondag 8 mei 2016. Het evenement werd gesponsord door Volkswagen. Het was de 22e editie van deze marathon. Deze wedstrijd had de status IAAF Gold Label Road Race.
De wedstrijd bij de mannen werd een overwinning voor de Keniaan Lawrence Cherono in 2:07.24. Hij had hiermee 50 seconden voorsprong op zijn landgenoot Felix Kipchirchir. Solomon Kirwa uit Kenia maakte het Keniaanse podium compleet door derde te worden in 2:08.31. Bij de vrouwen was de Lucy Karimi uit Kenia het snelste in 2:24.46.
In totaal finishten 5778 lopers, waarvan 4514 mannen en 1264 vrouwen.

## Uitslagen

### Mannen
| rang   | naam                 | land | tijd    |
| ------ | -------------------- | ---- | ------- |
| Goud   | Lawrence Cherono     | KEN  | 2:07.24 |
| Zilver | Felix Kipchirchir    | KEN  | 2:08.14 |
| Brons  | Solomon Kirwa        | KEN  | 2:08.31 |
| 4      | Daniel Wanjiru       | KEN  | 2:09.25 |
| 5      | Samuel Kiplimo       | KEN  | 2:10.12 |
| 6      | Nobert Kigen         | KEN  | 2:10.29 |
| 7      | Yohanes Gebregergish | ERI  | 2:10.44 |
| 8      | Peter Kirui          | KEN  | 2:15.34 |
| 9      | Wissam Hosni         | TUN  | 2:17.13 |
| 10     | Patrick Terer        | KEN  | 2:17.20 |

### Vrouwen
| rang   | naam                       | land | tijd    |
| ------ | -------------------------- | ---- | ------- |
| Goud   | Lucy Karimi                | KEN  | 2:24.46 |
| Zilver | Purity Cherotich Rionoripo | KEN  | 2:25.00 |
| Brons  | Risper Chebet              | KEN  | 2:27.23 |
| 4      | Marta Megra                | ETH  | 2:28.02 |
| 5      | Rael Kiyara                | KEN  | 2:28.46 |
| 6      | Eva Vrabcova               | CZE  | 2:30.10 |
| 7      | Hirut Tibebu               | ETH  | 2:31.45 |
| 8      | Beatrice Toroitich         | KEN  | 2:32.17 |
| 9      | Elizabeth Rumokol          | KEN  | 2:32.48 |
| 10     | Viktoriya Polyudina        | KGZ  | 2:40.36 |

1995 ·
1996 ·
1997 ·
1998 ·
1999 ·
2000 ·
2001 ·
2002 ·
2003 ·
2004 ·
2005 ·
2006 ·
2007 ·
2008 ·
2009 ·
2010 ·
2011 ·
2012 ·
2013 ·
2014 ·
2015 ·
2016 ·
2017